# Epiphryne charidema
Epiphryne charidema är en fjärilsart som beskrevs av Edward Meyrick 1909. Epiphryne charidema ingår i släktet Epiphryne och familjen mätare. Inga underarter finns listade i Catalogue of Life.